# Blanka Navarrská (1226–1283)
Blanka Navarrská (francouzsky Blanche de Navarre, španělsky Blanca de Navarra; 1226 – 11. srpna 1283) byla bretaňská vévodkyně a zakladatelka cisterciáckého kláštera Joie.

## Život
Jako prvorozená dcera navarrského krále Theobalda a jeho druhé manželky Anežky z Beaujeu se v útlém dětství roku 1236 provdala za bretaňského vévodu Jana I., který měl případně s rukou nevěsty získat i navarrské království. Dva roky po Blančině svatbě se však narodil Theobaldovi vytoužený syn a Jan Bretaňský se roku 1254 vzdal svého nároku na navarrský trůn.
Blanka dala bretaňskému vévodovi osm dětí a zemřela roku 1283. Byla pohřbena v klášteře Joie v Hennebontu. Její náhrobek je dnes ve sbírkách Louvru.